# Miguel Crispi
Miguel Ernesto Crispi Serrano (Francia, 9 de abril de 1985) es un sociólogo y político chileno, militante del partido Frente Amplio (FA). Entre marzo y septiembre de 2022, se desempeñó como subsecretario de Desarrollo Regional y Administrativo de su país bajo el gobierno del presidente Gabriel Boric. Previamente, ejerció como diputado de la República en representación del distrito n° 12 de la Región Metropolitana de Santiago, durante el periodo legislativo 2018-2022.

## Biografía

### Familia
Nació en Francia, el 9 de abril de 1985. Es hijo del empresario agrícola José Miguel Crispi Soler y de la socióloga Claudia Serrano Madrid —quien fuera ministra del Trabajo y Previsión Social durante el primer gobierno de Michelle Bachelet, entre 2008 y 2010—. Su hermana Francisca Crispi, de profesión médico cirujano, se desempeña desde enero de 2021, como directora regional del Colegio Médico (Colmed) en Santiago.
Tiene una hija.

### Estudios
Realizó sus estudios básicos y medios en el Saint George's College de Santiago, y luego los superiores, al ingresar a estudiar sociología en la Pontificia Universidad Católica de Chile (PUC). Obtuvo su licenciatura en sociología el 2009 y se tituló en 2010 con la tesis: Comunas efectivas: coordinación y gestión en sistemas educacionales municipales.
Ese mismo año cursó un diplomado en técnicas avanzadas de análisis de datos, en el Instituto de Sociología de la PUC. Asimimo en 2013, realizó un diplomado en políticas públicas en The Harris School de la Universidad de Chicago, Estados Unidos.
Actualmente es candidato a magíster de políticas públicas en la Facultad de Economía de la Universidad de Chile con la investigación: Gini y la historia de la desigualdad en Chile.

### Vida laboral
En términos laborales, se ha desarrollado como profesor ayudante en diversas cátedras en la Universidad de Chile y la Pontificia Universidad Católica de Chile. En 2010 se desempeñó como consultor externo en investigaciones de ámbito educacional en la Fundación Chile. Además, ese año comenzó a trabajar como director del área de jóvenes de la Fundación Dialoga, creada al terminar el primer mandato de la presidenta Michelle Bachelet. Estuvo cerca de un año en dicho cargo.
En 2011 fue coordinador de la Red de Escuelas Líderes, «Educar en Pobreza», impulsada por la Fundación Chile. Entre 2012 y 2013 ejerció como Asistente de Investigación del proyecto «Historia de las políticas económicas en Chile», dirigido por el director de Escuela de Economía de la Universidad de Chile, Óscar Landerretche.
Entre 2014 y 2016 —durante el segundo gobierno de Bachelet— se desempeñó como asesor para el equipo de reforma educacional, en el Ministerio de Educación (Mineduc).

#### Otras actividades
En 2005, durante sus años universitarios fue coordinador de Intervención Social en campamentos de la comuna de Lo Barnechea, grupo asociado a la fundación Un Techo para Chile. Al año siguiente, hizo lo propio en campamentos de las comunas de Lo Espejo, San Ramón, La Pintana y San Bernardo.
Entre 2008 y 2013, fue fundador y vicepresidente del directorio de la «Fundación CrispiLago».
Entre 2009 y 2011 colaboró como panelista estable en el programa Dulce patria, de Radio Cooperativa, y participó en la creación de la «Fundación Sentidos Comunes S.A.» En 2013 fue panelista estable del programa Primer café, en la radio antes mencionada.

## Carrera política

### Dirigente estudiantil y Revolución Democrática

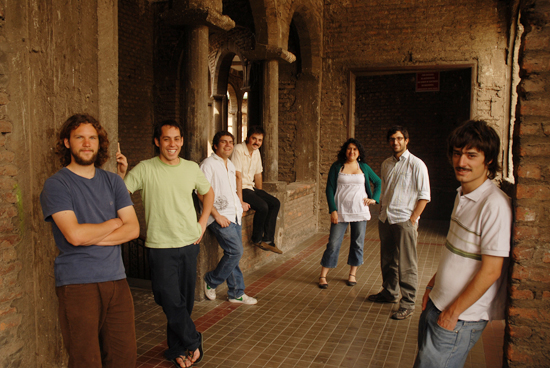
Directiva de la FEUC en 2009, donde Crispi fue presidente.

Durante sus estudios universitarios se involucró en política, siendo militante del Partido Socialista (PS), el cual abandonó en septiembre de 2012. Fue presidente del Centro de Estudiantes de Sociología.

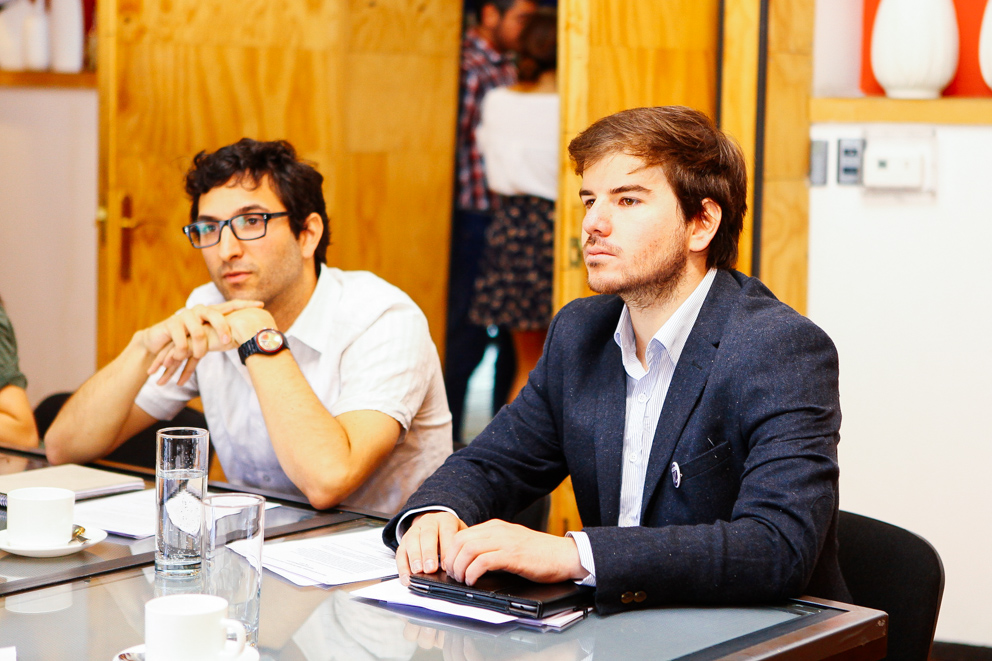
Crispi y Jackson en 2013, en la reunión donde RD dio su apoyo a Michelle Bachelet en la segunda vuelta presidencial.

En 2008 fue uno de los dirigentes que formaron el movimiento Nueva Acción Universitaria (NAU), que agrupó a estudiantes de centroizquierda de la PUC, que ese año se presentó a las elecciones de la directiva de la Federación de Estudiantes de la Universidad Católica (FEUC). La lista del NAU, que encabezaba Crispi, logró arrebatarle la conducción de la FEUC al Movimiento Gremial, que ejercía desde 2007. Ejerció como presidente de la FEUC durante 2009. En ese año fue miembro del Consejo Asesor para la Juventud del Gobierno de Chile.
Siguió participando en NAU hasta el 2011, cuando se iniciaron las movilizaciones estudiantiles, siendo cercano al entonces presidente de la FEUC, Giorgio Jackson, con quien al año siguiente formaron el movimiento Revolución Democrática (RD), del cual Crispi fue su primer coordinador nacional, hasta 2013.
El 4 de mayo de 2013 fue uno de los fundadores del movimiento Marca AC, que buscaba redactar una nueva Constitución Política para Chile mediante el establecimiento de una asamblea constituyente.
Durante su gestión, RD mantuvo un acuerdo con la coalición de centro-izquierda Nueva Mayoría, apoyando la elección de Michelle Bachelet como presidenta de Chile en las elecciones de 2013. En el nuevo gobierno, con el cual el naciente movimiento tuvo una «colaboración crítica», Crispi llegó a ocupar un puesto de asesor en el Ministerio de Educación, donde se intentó influir en la reforma al sector, pero luego optó por dejar ese cargo en mayo de 2016.

### Diputado

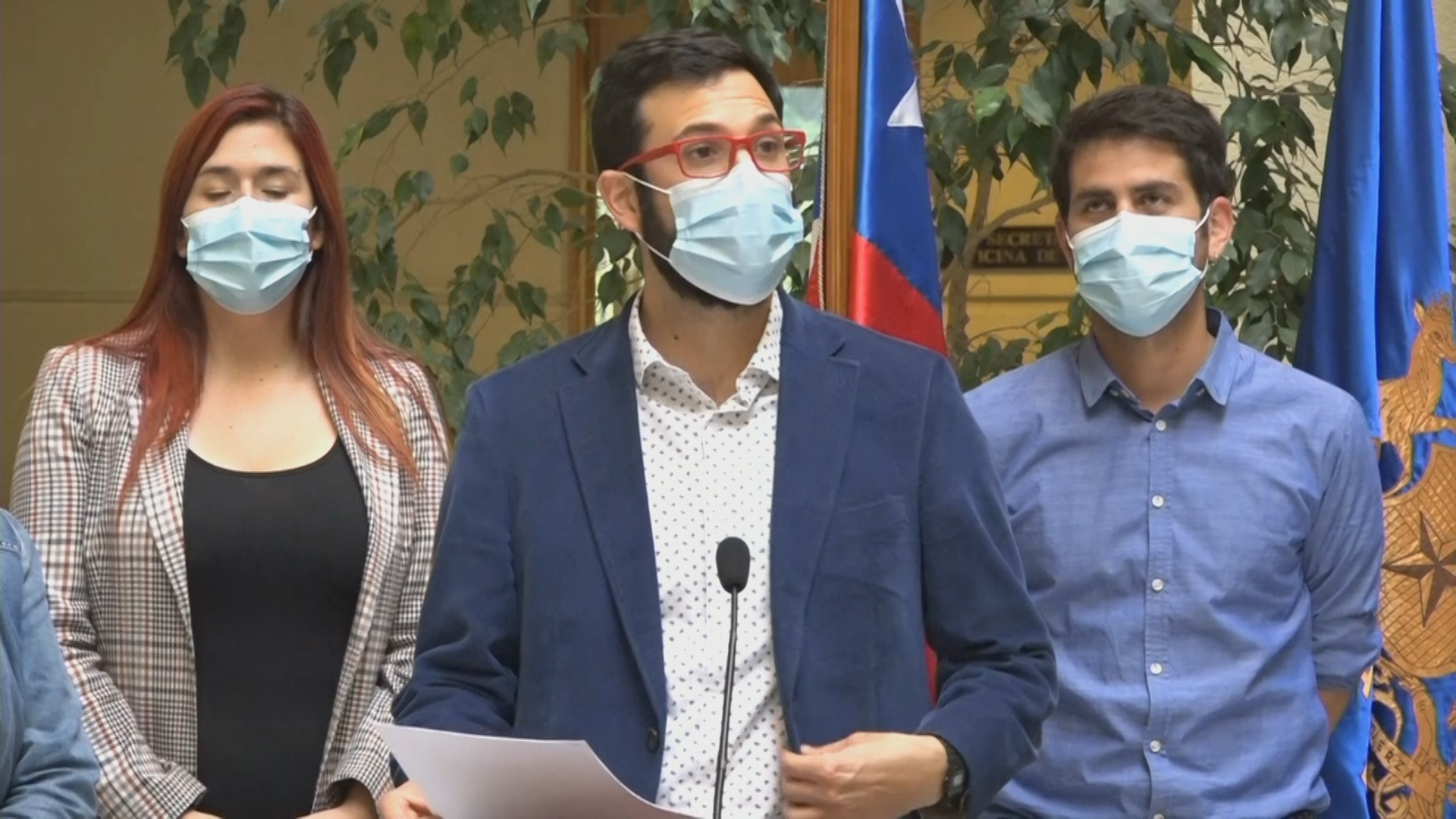
Crispi (al centro) durante un punto de prensa referente al «Bono Clase Media», en el Congreso Nacional, 30 de marzo de 2021.

En 2017, se presentó como candidato a diputado por Revolución Democrática —ahora convertido en partido político e integrante del Frente Amplio— por el nuevo distrito n° 12 (correspondiente a las comunas santiaguinas de La Florida, La Pintana, Pirque, Puente Alto y San José de Maipo) en las elecciones parlamentarias de ese año. En la elección Crispi logró 25 644 votos, equivalentes al 6,6 %, con lo cual resultó elegido, para el período legislativo 2018-2022.
Asumió el cargo el 11 de marzo de 2018, y fue integrante de las comisiones permanentes de Salud; y Derechos Humanos y Pueblos Originarios. De la misma manera, integró la Comisión Especial Investigadora de eventuales irregularidades en la reducción artificial de listas de espera mediante la eliminación de pacientes desde el Repositorio Nacional de Listas de Espera, manipulación de estadísticas y omisión de registro. También, formó parte del Comité parlamentario de RD, así como su jefe de bancada.

### Subsecretario del gobierno de Gabriel Boric
A fines de enero de 2022, fue anunciado como subsecretario de Desarrollo Regional y Administrativo por el entonces presidente electo Gabriel Boric, cargo que asumió el 11 de marzo de ese año, con el inicio formal de la administración de Boric. El 8 de septiembre de 2022 fue reemplazado por Nicolás Cataldo.

## Historial electoral

### Elecciones parlamentarias de 2017
- Elecciones parlamentarias de 2017, candidato a diputado por el distrito 12 (La Florida, La Pintana, Pirque, Puente Alto y San José de Maipo):[20]

### Elecciones parlamentarias de 2021
- Elecciones parlamentarias de 2021, candidato a diputado por el distrito 12 (La Florida, La Pintana, Pirque, Puente Alto y San José de Maipo)[21]